# Lerista zonulata
Lerista zonulata — вид сцинкоподібних ящірок родини сцинкових (Scincidae). Ендемік Австралії.

## Поширення і екологія
Lerista zonulata поширені на північному сході штату Квінсленд, від Лаури до Чартерс-Тауерса. Вони живуть в сухих тропічних лісах і рідколіссях, серед пухкого ґрунту.